# Jardins royaux de Herrenhausen
Les jardins royaux de Herrenhausen sont adjacents au palais de Herrenhausen, situé dans le quartier éponyme à Hanovre, en Allemagne.
Les Jardins royaux de Herrenhausen  se composent du Grand Jardin (Großer Garten), du Jardin de la Montagne (Berggarten), du Jardin de Georges (Georgengarten), du Jardin des Welfs (Welfengarten) et une grande fontaine principale.
Le Grand Jardin compte parmi les jardins baroques les plus importants d'Europe. Il constitue le centre des jardins royaux, une grande superficie quasi-rectangulaire bordée d'un fossé nommé la Gracht. Les aménagements du parc datent du XVIIe siècle et sont basés sur le modèle des jardins de Versailles. Un château (reconstruit à l'identique, inauguré en janvier 2013), une orangerie, un théâtre baroque, un labyrinthe, différents rosaires, la grotte de Niki de Saint Phalle et la grande fontaine (haute de 80 m) font la gloire de ce parc. Aujourd'hui, le Grand Jardin accueille, surtout en été, différents festivals très populaires : la Petite Fête au Grand Jardin (festival de clownerie, mime et cabaret), le Concours international du feu d'artifice, des représentations de pièces et de comédies musicales dans le théâtre baroque, et autres événements culturels.
Le jardin de la Montagne, conçu à l'origine comme jardin potager, est devenu au cours des siècles un jardin botanique avec plusieurs attractions telles la serre d'orchidées et la bibliothèque botanique. À côté du jardin de la Montagne se trouvait une serre tropicale ouverte pour l'Exposition universelle de 2000 et fermée en 2006 en raison des coûts d'exploitation excessifs. 
Les jardins de Georges et des Welfs sont composés selon le modèle des jardins anglais. Ces deux parcs constituent un terrain de repos populaire, notamment pour les familles et pour les étudiants du campus central qui se trouve en face du parc.

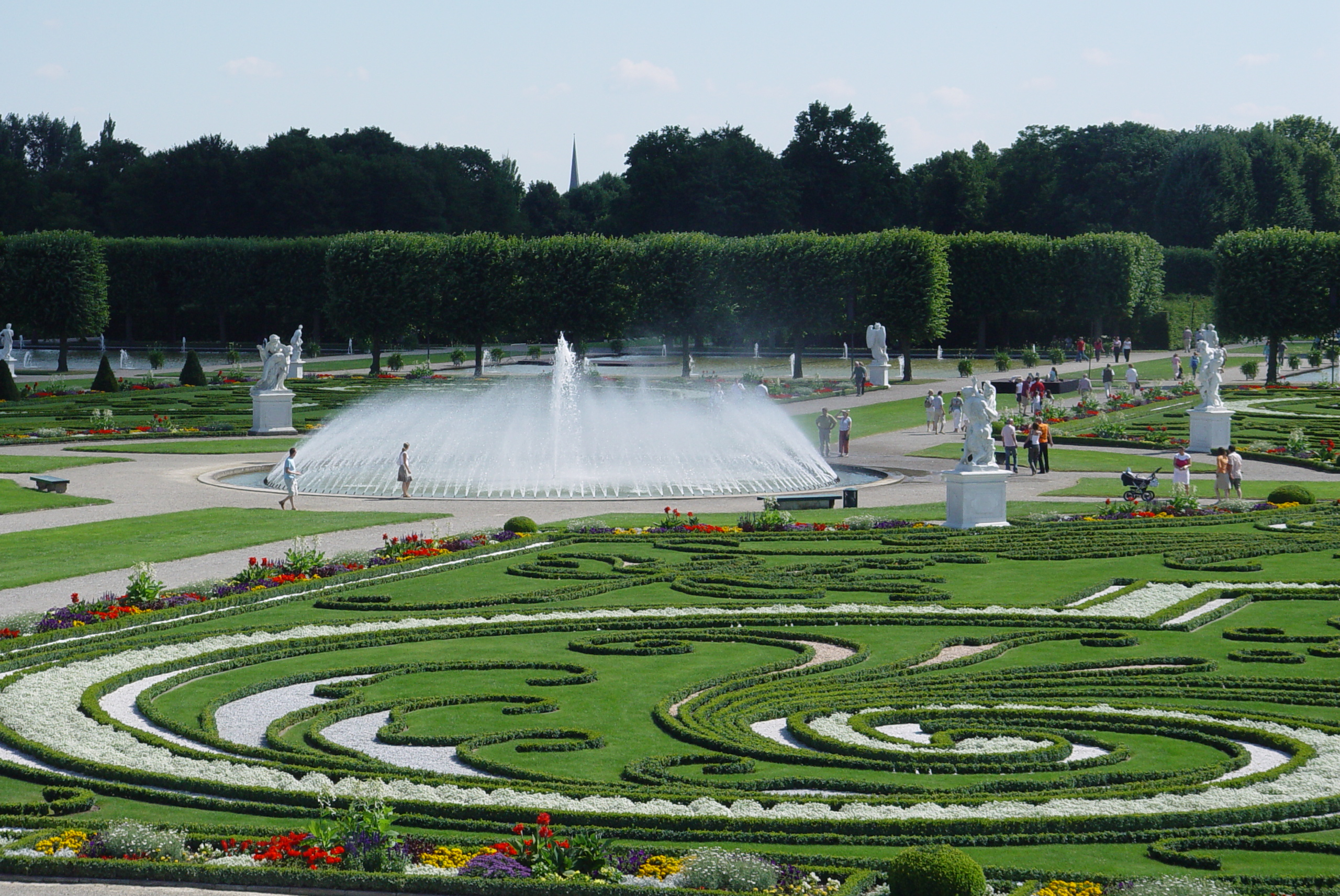
La fontaine centrale
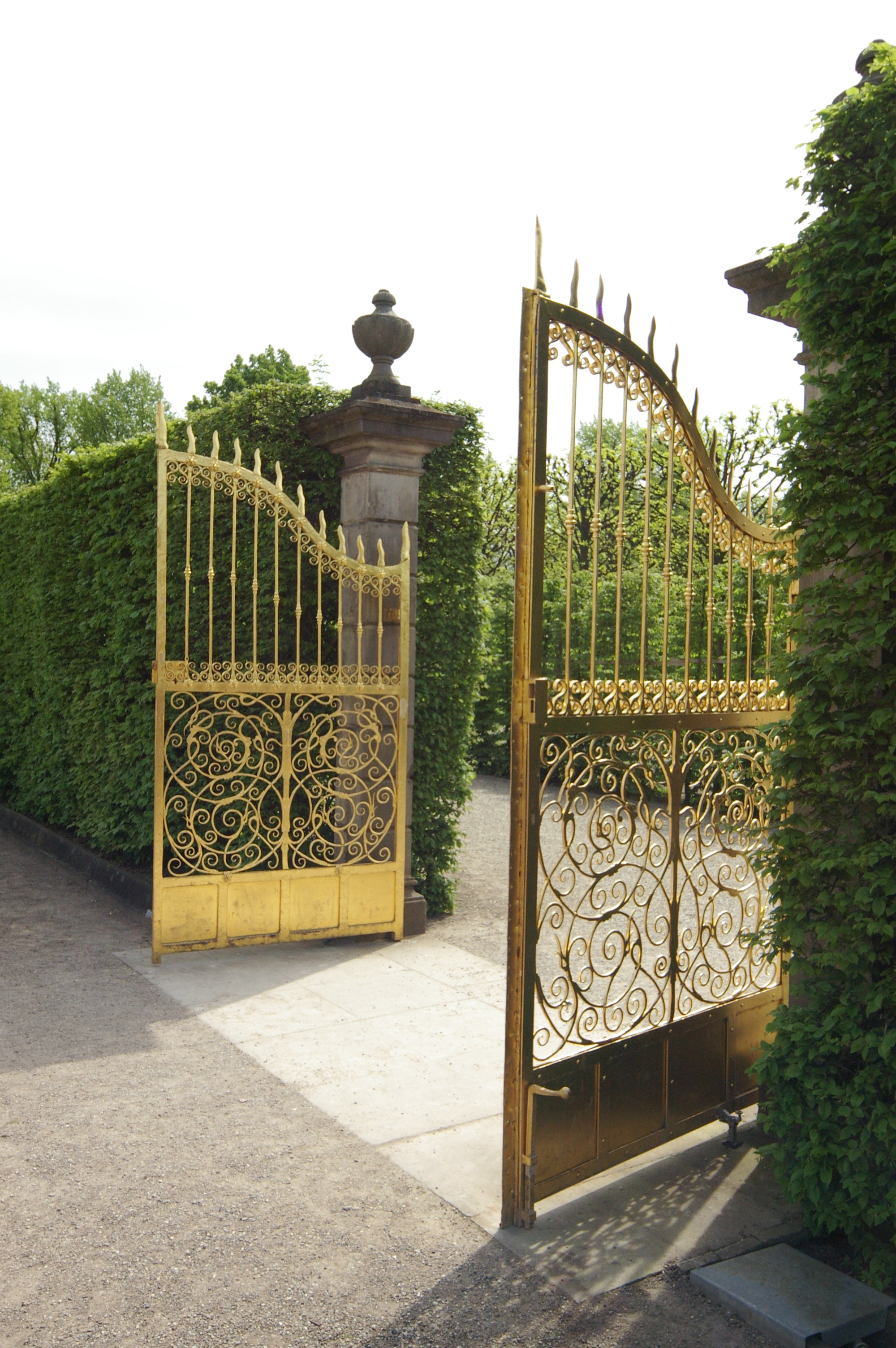
Le Portail Doré
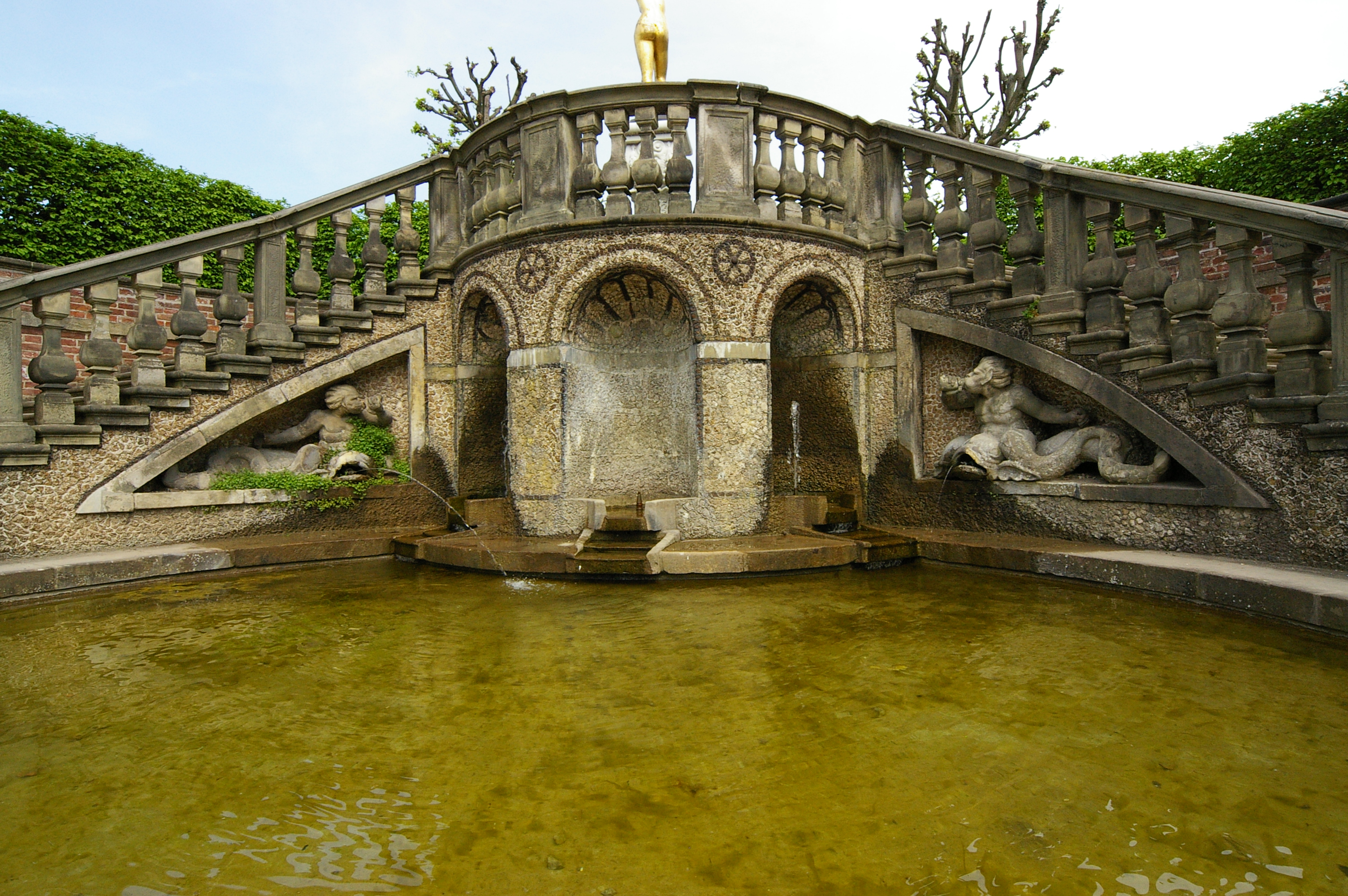
Le petit théâtre baroque
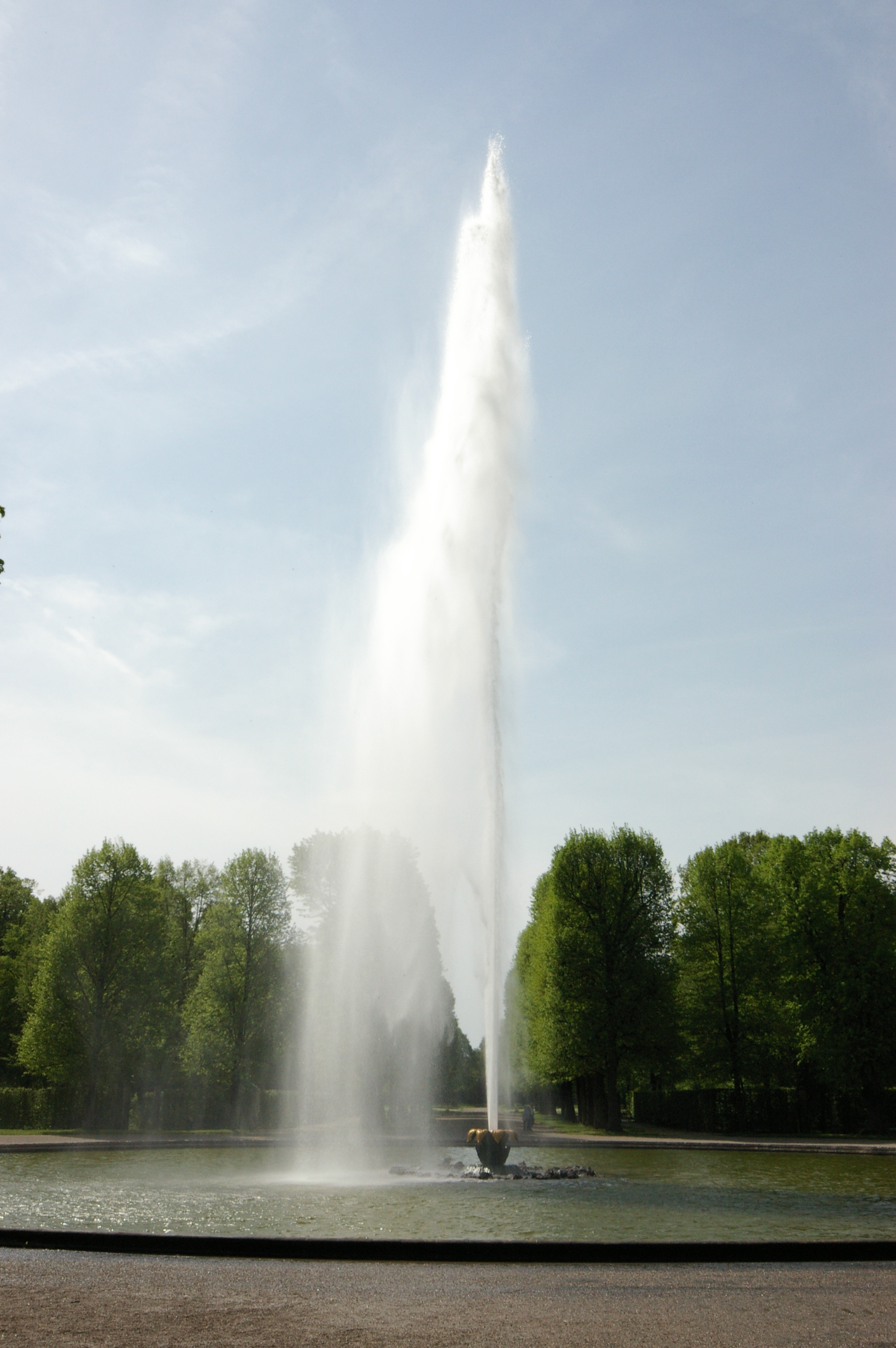
Le Jet d'Eau
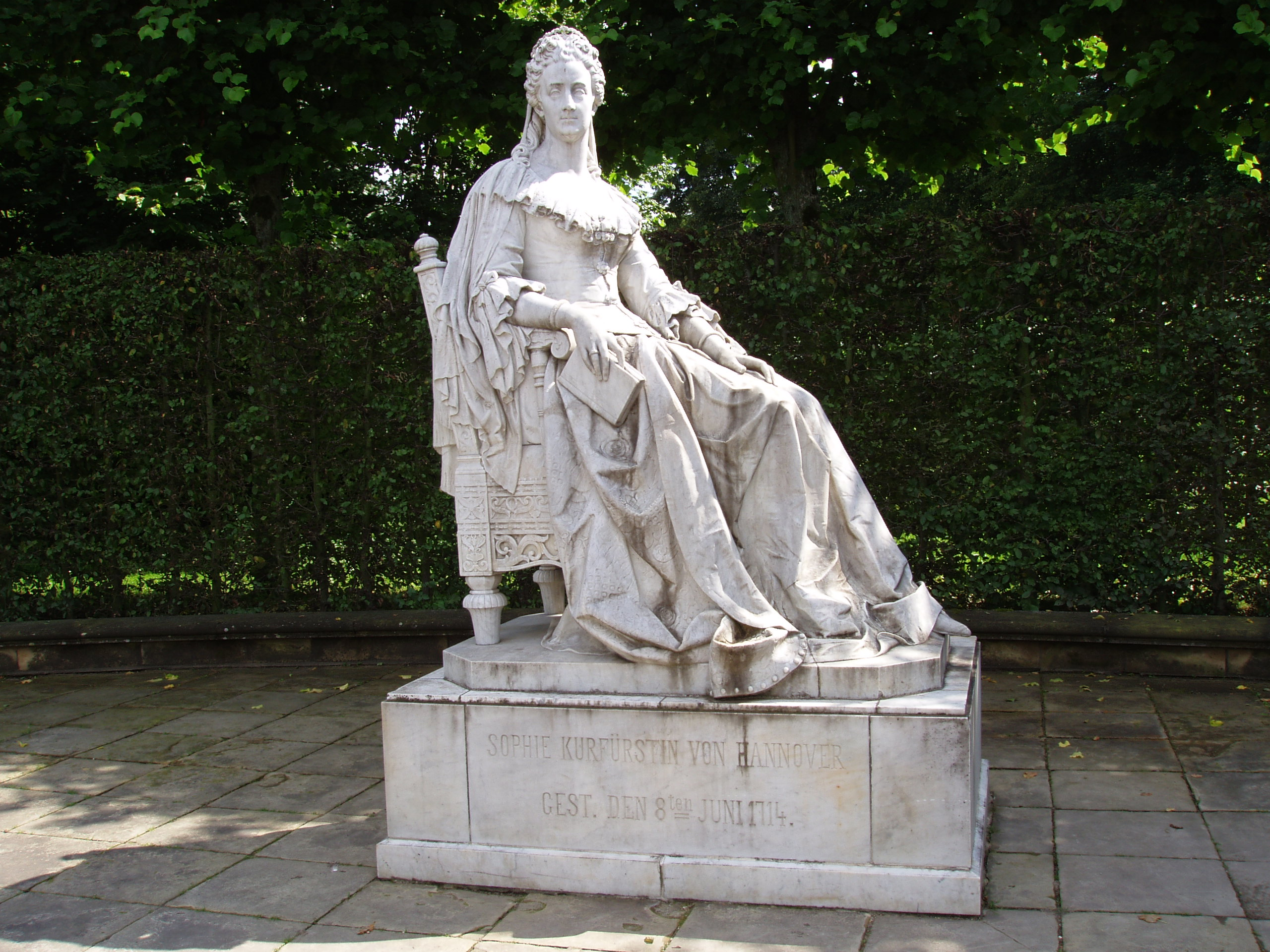
Sophie de Bohême, statue